# Loïs Boisson
Loïs Boisson (Dijon, 16 de mayo de 2003) es una tenista francesa. Actualmente ocupa el puesto 44 de la clasificación mundial.

## Carrera
Boisson tuvo su debut en el Circuito de la WTA en 2021, en el Torneo 250 de Lyon. Participó en dobles junto a su compatriota Juline Fayard.
En 2024 venció a Chloé Paquet en la final del Torneo 125 de Saint-Malo y obtuvo su primer título WTA. Estuvo cerca de participar en Roland Garros 2024, pero una lesión la marginó del torneo.
En 2025 participó en su primer Grand Slam en Roland Garros 2025. En el torneo derrotó a Elise Mertens en primera ronda, a Anhelina Kalínina en segunda ronda, en tercera ronda a Elsa Jacquemot, a la número tres del mundo Jessica Pegula en cuarta ronda, a Mirra Andréyeva, la n°6 mundial en cuartos de final y perdió en semifinales contra Coco Gauff.
Ganó su primer título WTA 250 en el torneo de Hamburgo 2025 al derrotar a Anna Bondár en la final.

## Vida personal
Es la hija del exjugador de baloncesto Yann Boisson.